# New Brunswick Historical Society
New Brunswick Historical Society – kanadyjskie towarzystwo historyczne założone w 1874 w Saint John w Nowym Brunszwiku (statut zatwierdzony w 1882), w ramach którego prowadzone są badania dziejów tej prowincji i ich popularyzacja. Działania stowarzyszenia w początkowym okresie były niezbyt prężne, dodatkowo w 1877 w pożarze miasta utraciło ono swoje archiwum, ale dzięki wytrwałości swojego prezesa Josepha Wilsona Lawrence’a oraz wsparciu ze strony środowisk brytyjskich lojalistów już w 1883 było organizatorem obchodów stulecia Saint John. Wielu członków towarzystwa należało także do powstałego w tym właśnie roku New Bruswick Loyalist Society (szczególnie zainteresowanym propagowaniem historii tych rejonów), jak i do Natural History Society of New Brunswick. Od 1894 stowarzyszenie wydawało zbiór materiałów źródłowych „Collections of the New Brunswick Historical Society”, wspierało także wydawanie czasopism – początkowo „The New Brunswick Magazine” (lata 1898–1899; redaktorem był członek stowarzyszenia William Kilby Reynolds), a następnie „Acadiensis” (lata 1901–1908; redaktorem był członek stowarzyszenia i wieloletni jego sekretarz David Russell Jack). Aktywnymi członkami towarzystwa byli na przełomie XIX i XX w. m.in. James Hannay, William Francis Ganong, William Odber Raymond, a także Jonas Howe, Clarence Ward, R.R. McLeod, Gilbert O. Bent. W drugiej, trzeciej i czwartej dekadzie XX w. towarzystwo było mało aktywne
Współcześnie stowarzyszenie posiada (od 1958) prawo własności do Loyalist House – mieszczącego się Saint John budynku muzeum (założonego w 1961), którym zarządza; prócz tego prowadzi prelekcje na temat historii Nowego Brunszwiku i wydaje materiały jej dotyczące. Prezesem towarzystwa jest Kathy Wilson.